# 自発過程
熱力学において、自発過程とは、系への外部入力なしに発生する過程である。より専門的な定義は、系が自由エネルギーを放出し、より低く、より熱力学的に安定なエネルギー状態（熱力学的平衡に近い状態）へと移行する時間発展である。自由エネルギー変化の符号の規約は、熱力学的測定の一般的な規約に従う。この規約では、系からの自由エネルギーの放出は、系の自由エネルギーの負の変化および外界の自由エネルギーの正の変化に対応する。
過程の性質に応じて、自由エネルギーは異なる方法で決定される。例えば、一定の圧力および温度条件下で発生する過程を検討する場合はギブズ自由エネルギー変化が用いられ、一定の体積および温度条件下で発生する過程を検討する場合はヘルムホルツ自由エネルギー変化が用いられる。どちらの自由エネルギー変化の値および符号も、温度、圧力、または体積に依存する可能性がある。
自発過程は系の自由エネルギーの減少を特徴とするため、外部のエネルギー源による駆動を必要としない。
孤立系を含むケース、すなわち外界とのエネルギー交換がない場合、自発過程はエントロピーの増加を特徴とする。
自発反応とは、対象となる条件下で自発過程となる化学反応である。

## 概要
一般に、過程の自発性は、その過程が「発生する可能性がある」かどうかのみを決定するものであり、「発生する」かどうかを示すものではない。言い換えれば、自発性は、過程が実際に発生するための必要条件であるが、十分条件ではない。さらに、自発性は、自発過程が発生する速度については何も示唆しない。過程が自発的であるからといって、それが速く（あるいは全く）発生するとは限らない。
例として、ダイヤモンドからグラファイトへの変換は、室温・室圧では自発過程である。自発的であるにもかかわらず、この過程は、強い炭素-炭素結合を切断するために必要なエネルギーが自由エネルギーの放出よりも大きいため、発生しない。これを説明する別の方法は、ダイヤモンドからグラファイトへの変換は室温でも熱力学的に可能かつ自発的であるが、この反応の活性化エネルギーが高いため、非自発的になるというものである。

## 自由エネルギーを用いた自発性の決定
一定の温度および圧力下で発生する過程の場合、自発性はギブズ自由エネルギーの変化を用いて決定することができる。これは次式で与えられる。{\displaystyle \Delta G=\Delta H-T\Delta S}ここで、ΔGの符号は、エンタルピーおよびエントロピーの変化の符号に依存する。これら2つの符号が同じ（両方とも正または両方とも負）である場合、ΔGの符号は温度T = ΔH/ΔSで正から負（またはその逆）に変化する。
ΔGが以下の場合：
- 負の場合、過程は自発的であり、記述されている正方向に進行する可能性がある。
- 正の場合、過程は記述されている方向では非自発的であるが、逆方向には自発的に進行する可能性がある。
- ゼロの場合、過程は平衡状態にあり、時間とともに正味の変化は起こらない。

この一連の規則を用いて、ΔSおよびΔHの符号を調べることにより、4つの異なるケースを決定することができる。
- ΔS > 0かつΔH < 0の場合、過程は常に記述されている方向に自発的である。
- ΔS < 0かつΔH > 0の場合、過程は決して自発的ではないが、逆過程は常に自発的である。
- ΔS > 0かつΔH > 0の場合、過程は高温で自発的であり、低温で非自発的である。
- ΔS < 0かつΔH < 0の場合、過程は低温で自発的であり、高温で非自発的である。

後者の2つのケースでは、自発性が変化する温度は、ΔSとΔHの相対的な大きさによって決定される。

## エントロピーを用いた自発性の決定
過程のエントロピー変化を用いて自発性を評価する場合、系と外界の定義を注意深く検討することが重要である。熱力学第二法則は、孤立系を含む過程は、系のエントロピーが時間とともに増加する場合に自発的であると述べている。しかし、開放系または閉鎖系の場合、この記述は、「結合」系と外界の総エントロピーが増加しなければならない、すなわち、{\displaystyle \Delta S_{\text{total}}=\Delta S_{\text{system}}+\Delta S_{\text{surroundings}}\geq 0}に変更しなければならない。
この基準を用いて、自発過程中に開放系または閉鎖系のエントロピーがどのように減少するのかを説明することができる。系のエントロピーの減少は、外界のエントロピー変化が正の符号であり、系のエントロピー変化よりも大きい場合にのみ自発的に発生する可能性がある。{\displaystyle \Delta S_{\text{surroundings}}>0}かつ{\displaystyle \left|\Delta S_{\text{surroundings}}\right|>\left|\Delta S_{\text{system}}\right|}
多くの過程において、外界のエントロピーの増加は、系から外界への熱伝達（すなわち発熱過程）によって達成される。